# Tira
Tira (hebr. טירה; arab. الطيرة) – miasto położone w Dystrykcie Centralnym w Izraelu.
Leży na równinie Szaron, w otoczeniu miasta At-Tajjiba, miasteczka Kochaw Ja’ir, kibuców Ramat ha-Kowesz, Ejal i Nir Elijjahu, moszawów Miszmeret, Cherut, Kefar Hess, Porat i Azri’el, oraz wioski Kefar Awoda. Na południowy wschód od miasta przebiega granica terytoriów Autonomii Palestyńskiej, która jest strzeżona przez mur bezpieczeństwa. Po stronie palestyńskiej znajduje się miasto Kalkilja.

## Historia
Arabska wioska Tira powstała około XVI wieku.
29 listopada 1947 roku Zgromadzenie Ogólne Organizacji Narodów Zjednoczonych przyjęło Rezolucję nr 181 o podziale Palestyny na dwa państwa: żydowskie i arabskie. Na mocy tej rezolucji wioska Tira miała znaleźć się w państwie arabskim, jednak podczas wojny o niepodległość w 1948 została zajęta przez wojska izraelskie. Po zawarciu rozejmu, wioska Tira znalazła się na terytoriach przyznanych państwu Izrael. Pozostała jednak arabską miejscowością (mieszkańcy nie zostali wypędzeni tak jak się stało w pobliskiej wiosce Miska)
W 1952 r. Tira otrzymała status samorządu lokalnego, a w 1991 prawa miejskie.

## Demografia
Zgodnie z danymi Izraelskiego Centrum Danych Statystycznych w 2008 roku w mieście żyło 21,8 tys. mieszkańców, wszyscy Arabowie (w tym 99,6% muzułmanie). (Obecnie w 2012 roku w Tirze żyje około 25 tys. mieszkańców)
Zgodnie z danymi Izraelskiego Centrum Danych Statystycznych w Tirze w 2000 było 3654 zatrudnionych pracowników i 953 pracujących na własny rachunek. Pracownicy otrzymujący stałe pensje zarabiali w 2000 średnio 3767 NIS, i otrzymali w ciągu roku podwyżki średnio o 2,4%. Przy czym mężczyźni zarabiali średnio 4494 NIS (podwyżka o 6,1%), a kobiety zarabiały średnio 2319 NIS (obniżka o 13,0%). W przypadku osób pracujących na własny rachunek średnie dochody wyniosły 4289 NIS. W 2000 roku w Tirze było 69 osób otrzymujących zasiłek dla bezrobotnych i 1183 osób otrzymujących świadczenia gwarantowane.
```
               Populacja miasta pod względem wieku:
```

| Wiek (w latach) | Procent populacji w % |
| --------------- | --------------------- |
| 0-4             | 11,6%                 |
| 5-9             | 12,3%                 |
| 10-14           | 11,9%                 |
| 15-19           | 10,0%                 |
| 20-29           | 15,9%                 |
| 30-44           | 19,8%                 |
| 45-59           | 11,9%                 |
| ponad 60        | 6,8%                  |

Źródło danych: Central Bureau of Statistics.

## Gospodarka
W mieście rozwija się przede wszystkim rolnictwo, sadownictwo, uprawy w szklarniach, przemysł meblarski, jest wiele kafejek i restauracji, Tira jest słynna od najlepszej klasy pieczywa i mięsa oraz takich potraw jak szałerma i hummus, w centrum miasta znajduje się małe centrum handlowe, 2 fabryki worków nylonowych oraz jeden z największych przemysłów budowlanych w okolicy arabskiej.

## Transport
Na wschód od miasta przebiega autostrada nr 6, brak jednak możliwości bezpośredniego wjazdu na nią. Przez miasto przebiega droga nr 554 , którą jadąc na wschód dojeżdża się do drogi nr 444  łączącej miasto At-Tajjiba z miasteczkiem Kochaw Ja’ir, lub jadąc na południe dojeżdża się do kibucu Ramat ha-Kowesz. Lokalna droga prowadzi na północ do moszawu Kefar Hess oraz wioski Kefar Awoda.

## Oświata
W mieście Tira znajduje się 7 szkół podstawowych,2 gimnazja i 3 szkoły średnie, w których uczy się 4,7 tys. uczniów. Wśród szkół są: Al-Madźd, Al-Zahraa, Al-Najah, Al-Omarija, Al-Manar, Al-Hanan, Al-Ghazali, szkoły gimnazjalne:Gimnazjum A i Gimnazjum B, oraz szkoły średnie: Ibrahim Qasem, i nowoczesne oddane w 2006 roku Liceum Naukowe Tomashin. Są tu także: centrum pedagogiczne oraz średnia szkoła technologiczna.

## Kultura i sport
W mieście znajdują się liczne ośrodki kultury, stadion piłkarski, korty tenisowe, place zabaw dla dzieci oraz basen pływacki.

## Miasta partnerskie
- Burg, Niemcy